# Pagode Manfeilong
La pagode Manfeilong (曼飞龙塔 / 曼飛龍塔, mànfēi lóng tǎ, « pagode (du) dragon (au) vol gracieux ») est un temple bouddhiste theravāda situé à Jinghong, au Sud de la province du Yunnan.
Il a été inscrit le 13 janvier 1988 sur la troisième liste des sites historiques et culturels majeurs protégés au niveau national, sous le numéro de catalogue 157.

## Galerie

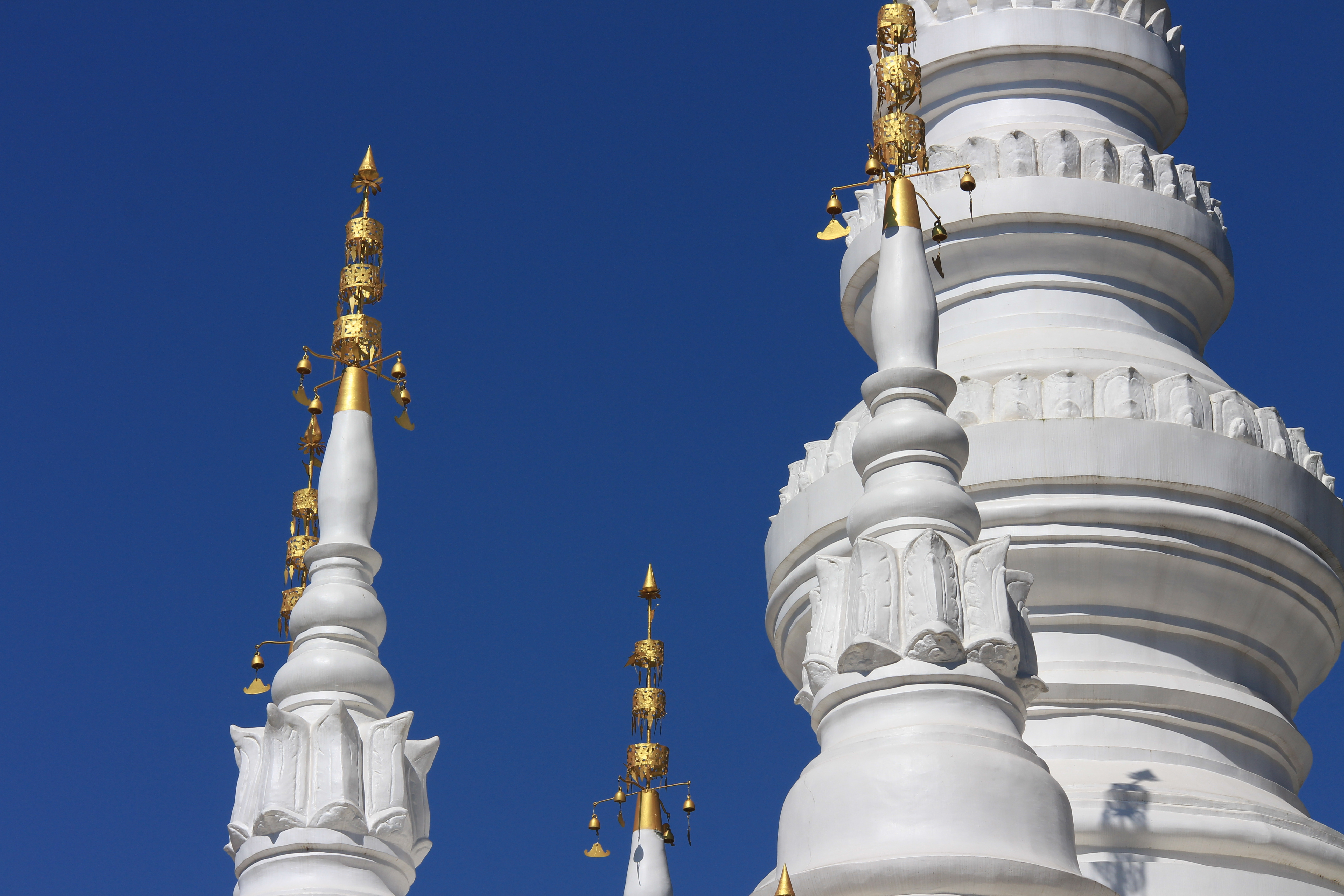
sommets des petites tours
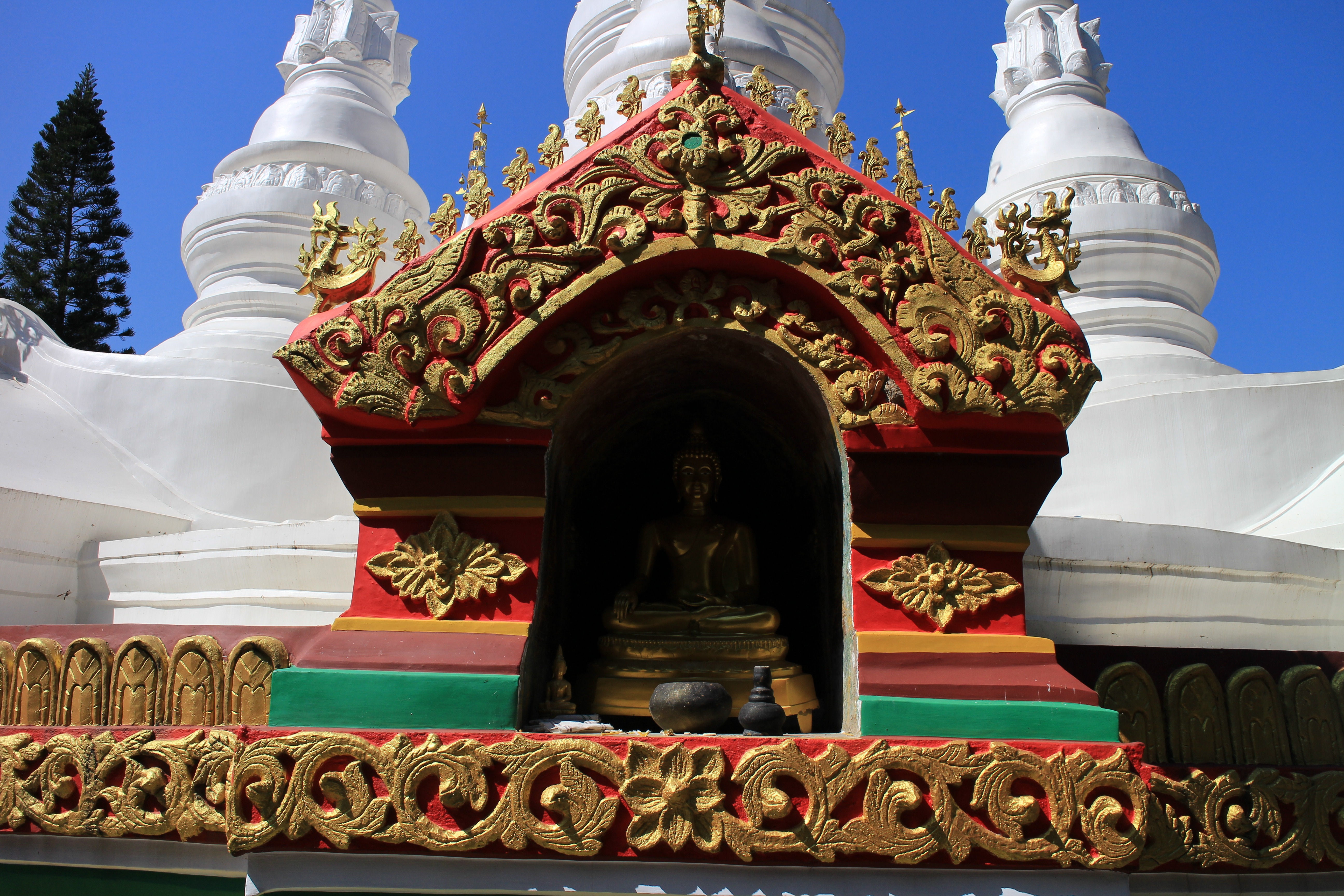
Petit fokan
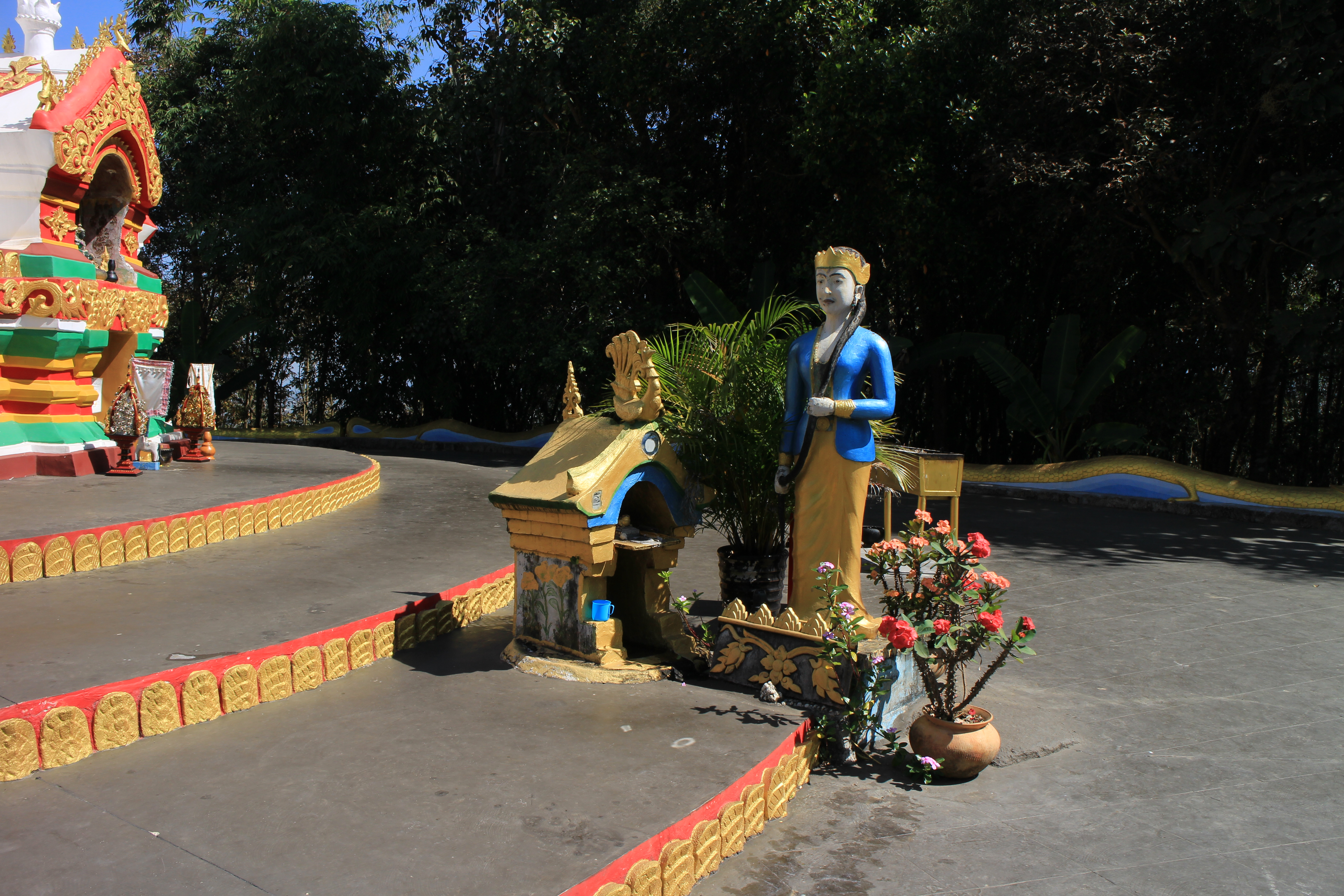